# Instituto de Investigaciones Fisiológicas y Ecológicas Vinculadas a la Agricultura
El Instituto de Investigaciones Fisiológicas y Ecológicas Vinculadas a la Agricultura (IFEVA) es un centro reconocido nacional e internacionalmente por sus contribuciones al desarrollo del conocimiento científico y por la formación de recursos humanos de excelencia vinculados a la resolución de problemas agronómicos y al uso sustentable de los recursos naturales. 
Fue creado por resolución del Consejo Superior de la Universidad de Buenos Aires del 3 de junio de 1987 y adoptado con la misma sigla por el Directorio del CONICET el 15 de octubre de 1991, de manera que desde entonces depende de ambas instituciones.

## Objetivos
Los objetivos del IFEVA son:
- aumentar y mejorar el conocimiento disponible sobre la biología, estructura y funcionamiento de los sistemas agropecuarios en niveles de complejidad y organización que van desde la biología molecular hasta la ecología regional y global.
- Contribuir a la enseñanza de grado y posgrado
- Difundir nuevos aportes al conocimiento científico mediante la publicación de los resultados de sus proyectos de investigación en medios especializados y de divulgación.
- Contribuir al mejoramiento de la calidad y el impacto tecnológico de la investigación y el desarrollo en las ciencias relacionadas con el uso de la tierra.